# Stara Synagoga w Gniewie
Stara Synagoga w Gniewie – pierwszy dom modlitwy żydowskiej gminy w Gniewie, założony około 1812 roku. Znajdował się w jednej z bram murów obronnych. W 1820 roku przestała pełnić swoją funkcję w związku z założeniem nowej, większej synagogi.